# Stollár Fanny
Stollár Fanny (Budapest, 1998. november 12. –) magyar teniszezőnő. Felnőtt magyar bajnok (2012), junior párosban wimbledoni bajnok (2015), egyéniben, csapatban és párosban U16 korosztályos Európa-bajnok (2014), vegyes párosban az ifjúsági olimpia bronzérmese (2014), csapatban U16 korosztályos világbajnoki bronzérmes (2014).
Párosban 2015-ben Gálfi Dalmával párban győzött a wimbledoni teniszbajnokságon a junior lányok versenyén. A kombinált junior világranglistán a legjobb helyezése a 2015. október 19-én elfoglalt 7. hely volt.
A felnőttek között párosban öt WTA- és négy WTA 125K-tornagyőzelemmel rendelkezik, emellett egyéniben kettő, párosban 15 ITF-tornagyőzelmet szerzett. A WTA felnőtt világranglistáján a legjobb helyezését 2018. november 19-én érte el, amikor egyéniben a 114. helyen állt, míg párosban a legjobb helyezése a 2025. július 14-én elért 42. hely.
A Grand Slam-tornákon a legjobb eredménye párosban a 2025-ös wimbledoni teniszbajnokságon elért 3. kör. Egyéniben a selejtező 2. köréig jutott 2017-ben és 2018-ban a US Openen és 2019-ben az Australian Openen.
Első edzői a szülei voltak, majd Kuhárszky Zoltán foglalkozott vele. Később egy amszterdami teniszakadémián készült a versenyekre, ahol az egykori holland szövetségi kapitány keze alatt fejlődött. 2013-tól az MTK versenyzője, ahol Krocskó József az edzője. 2014-2017 között az amerikai IMG teniszakadémián a floridai Bradentonban edzett a hírneves tréner Nick Bollettieri iskolájában, ahol edzője Margie Zesinger volt. 2017-ben hazatért, edzését itthon Bardóczky Kornél segítette. 2018-ban edzője Federico Rodriguez volt. 2018-tól a Magyar Tenisz Szövetséggel kötött szerződés alapján Juhász Gábornak, a szövetség sportigazgatójának és a magyar válogatott Fed-kupa-kapitányának az irányításával készül fel a tornákra.
2016-ban a magyar Fed-kupa csapat tagja lett. 2016-ban az ITF a Fed-kupa honlapján a következő évek legnagyobb ígéretei között sorolta fel.

## Élete és pályafutása

### Korai évek
Édesapja, Stollár Tibor, édesanyja Varga Yvett, aki korábban szintén versenyszerűen teniszezett, párosban magyar bajnok is volt.
3 éves korában vett először ütőt a kezébe, de rendszeresen csak hatéves korától foglalkoztak vele szülei. 10 éves korában, amikor megnyert egy olyan országos teniszversenyt, amin fiúk is indulhattak, döntötte el, hogy a kézilabda és a tenisz közül az utóbbit választja.
2010. decemberben, 11 évesen a Nike Juniors Tour Bahamákon rendezett világdöntőjén a 12 éven aluliak korosztályában a 3. helyet szerezte meg. Eredménye alapján a Nike hároméves szerződést között vele, és egy olasz cég is szponzorálni kezdte. Itt figyelt fel rá Ugo Colombini, Juan Martín del Potro menedzsere is, aki tanácsadással, szabad kártyák intézésével segíti a magyar tehetséget. Ezt megelőzően ebben az évben már több korosztályos versenyt nyert: 2010. júliusban első helyen végzett a szlovéniai Otocecben (a döntőben Gálfi Dalmát győzte le három szettben), augusztusban szintén Gálfi Dalma ellen nyert döntőt Radenciben.
2011-ben az első helyen végez a spanyolországi Magalufban a 14 éven aluliak számára rendezett versenyen, az elődöntőbe jutott az olasz U14 korosztályos nemzetközi bajnokságon Rómában, Pécsett a junior tenisz kupán, Százhalombattán a Batta kupán a 16 évesek között indulva. A döntőben maradt alul az ausztriai Bergheimben rendezett versenyen, amelyen Bondár Anna győzött, a szlovákiai Prievidzán, valamint az ausztriai Haid Ansfeldenben, mindkét helyen a 16 évesek között indulva. Az év utolsó versenyén győzött a spanyol Academia Sanchez versenyén.
2012-ben győzött Pécsett a junior tenisz kupán, majd egy héttel később a boszniai Tuzlában a Goran Tanovic emlékversenyen. Az amerikai versenyek előtti utolsó hazai tornáján a 18 éven aluliak Talentum Kupáján 14 évesen a döntőig jutott, ahol Békefi Biankától szenvedett vereséget.

### Legfiatalabb magyar bajnok
13 éves korában, 2012-ben megnyerte a felnőtt magyar bajnokságot, ezzel ő lett a sportág történetében a legfiatalabb, aki ezt a címet megszerezte.

### Amerikai junior versenyek
2012-ben sikeresen szerepelt több rangos amerikai junior versenyen. A 14 évesek korosztályában az első helyet szerezte meg az IMG Academy (a Bollettieri tenisziskola) nemzetközi juniorversenyén, az Eddie Herr-tornán, amely a világ egyik legrangosabb utánpótlástornájának számít. A versenyen összesen csupán egyetlen szettet veszítve lett az első, a döntőben a néhány évvel későbbi Grand Slam-tornagyőztes Sofia Kenin ellen 1–6, 2–5-ös állásról fordítva győzött 1–6, 7–5, 6–3-ra. Ezen a versenyen korábban olyan nevek győztek, mint Anna Kurnyikova, Jelena Janković, Ana Ivanović, Marcelo Ríos, Ljubičić, Guillermo Coria, Malisse, Nalbandian, Roddick, Tomic vagy Čilić. A következő héten a negyeddöntőig jutott a Nike Junior Tour Masters versenyen, majd rá egy hétre bronzérmet szerzett az egyik legrangosabb amerikai junior teniszversenyen, a Junior Orange Bowl-on.

### Korosztályos Európa-bajnok
2013-ban az U16 Európa-bajnokságon Bondár Annával és Stolmár Rebekával csapatban bronzérmesek lettek, és Bondár Annával párosban ezüstérmet szerzett. 2014-ben az U16 korosztályos fedettpályás Európa-bajnokságon a csehországi Ricanyban Gálfi Dalmával és Udvardy Pannával csapatban aranyérmesek, majd az U16 korosztályos Európa-bajnokságon Moszkvában egyéniben és párosban Gálfi Dalmával aranyérmet szerzett. Párosban utoljára 1988-ban nyert magyar páros. Egyéniben korábban csak hárman, Temesvári Andrea 1981-ben és 1982-ben; Vidáts Réka 1995-ben és Babos Tímea 2008-ban szerezte meg a címet.
Pár nappal később a Budapesten rendezett csapatversenyen Gálfi Dalmával és Udvardy Pannával csapatban is U16 Európa-bajnokok lettek, amivel kiharcolták a részvételt az U16-os korosztályos világbajnokságra. 2015. júliusban Gálfi Dalmával párosban ezüstérmet szereztek a svájci Klostersben rendezett U18-as korosztályos Európa-bajnokságon.
2015. augusztusban több társával együtt "pályán kívüli fegyelmezetlenség" miatt kizárták az Európa-bajnokságon induló válogatott keretből. Az erről szóló közleményt nagyon félreérthetően fogalmazták meg, amelyet sérelmezett Gálfi Dalma apja, és edzője Temesvári Andrea is. Ezért a Magyar Tenisz Szövetség hivatalos közleményt adott ki arról, hogy a kizárás tiszteletlen megnyilvánulások miatt történt, és csak az EB-n történő indulást érinti. „A szövetség az ügyet lezártnak tekinti, és az érintett sportolókat továbbra is maximálisan támogatják.”

### Korosztályos világbajnoki bronzérmes
2014. szeptemberben a mexikói San Luis Potosiban rendezett U16-os világbajnokságon a Stollár Fanny, Gálfi Dalma, Udvardy Panna összeállítású magyar csapat bronzérmet szerzett.

### Ifjúsági olimpiai érem
A 2014-ben az ifjúsági olimpiai játékokon Nankingban a lengyel Kamil Majchrzakkal az oldalán nyerte meg a bronzmérkőzést egy román–argentin duó ellen a vegyespárosok versenyében.
Európa-bajnoki címei és ifjúsági olimpiai bronzérme alapján 2014-ben megkapta a Körmöczy Zsuzsa tiszteletére alapított Körmöczy-díjat.

### ITF versenysikerek
2013-tól a 18 éven aluliaknak kiírt versenyeken indult. A szezont két tornagyőzelemmel kezdte, először Haifában győzött, ahol a román Tudorral a párost is megnyerte, majd egy héttel később Beér-Sevában is az első helyen végzett egyéniben is, és az izraeli Kimhi oldalán párosban is. Az év folyamán elődöntős a hollandiai Castricumban, majd egyéniben és az angol Lumsdennel párosban is győz Temesváron, és elnyeri a Wilson–Tivoli trófeát. A döntőben marad csak alul a budapesti Talentum kupán. Két elődöntős eredménnyel érkezik a téli amerikai versenyekhez: először az izraeli Raananában, majd a mexikói Meridában éri el ezt az eredményt. Az amerikai versenyeken a 15 éves Fanny a 18 évesek korosztályában az Eddie Herr versenyen a 16 közé jutás, az Orange Bowl-on a legjobb 8 közé jutás egyéniben nem sikerült, de párosban elődöntőt játszott a román Cristiannal az oldalán.
Párosban az angol Brogannal elődöntőt játszott Villachban, majd Barzó Lillával párban megnyerik az Építők-Abris kupát Budapesten, és a döntőbe jutottak Biesterbosban is. Újvidéken Bondár Annával párban döntősök, majd novemberben a litván Mikulskyte oldalán győz az izraeli Raananában.
2014. márciusban egyéniben megnyerte a paraguayi Asunciónban rendezett tornát, párosban az ausztrál Hon partnereként az elődöntőig jutott. A következő héten Bondár Annával párban döntőt játszott Brazíliában. Júniusban a kvalifikációból az elődöntőbe jutott a hollandiai Amstelveenben rendezett 10 000 dolláros versenyen, párosban az ausztrál Honnal a döntőben az 1. kiemelt Kalinina–Shymanovich duó elleni győzelemmel nyeri meg a roehamptoni fűves tornát. Elődöntőt játszott Mexico Cityben az Abierto Juvenil tornán, valamint a Bollettieri teniszakadémia Eddie Herr nemzetközi versenyén is.
Wimbledonban az amerikai Arconadával párosban az elődöntőig jutnak. A US Openen az angol Lumsdennel ismétli meg ugyanezt az eredményt. 2014. októberben az 50 000 dolláros Pro Circuit torontói versenyen párosban az elődöntőig jutott a kanadai Broomfielddel.
2014. novemberben Anna Blinkovával párosban győz Mexikóban, majd az amerikai Arconadával az oldalán elődöntős az Orange Bowl versenyen.
2015. márciusban az amerikai Ingrid Neellel párosban megnyerte az USTA 10 000 dolláros Pro Circuit tornáját Gainesville-ben. Egy héttel később megnyerik Orlandóban is a párost. Ezen a versenyen Fanny a kvalifikációból indulva a döntőig jutott egyesben is. Következő versenyén, az Amerikai Teniszszövetség tavaszi nemzetközi bajnokságán Carsonban is a döntőig jutott, ahol Sofia Kenintől szenvedett vereséget.
Áprilisban az első helyen végez a Sarasota Open versenyen. Májusban szerzi meg első ITF profi tornagyőzelmét Romániában. Az előtte való héten párosban a szlovák Viktória Kužmovával elődöntőt játszott Nagyszebenben egy 10 000 dolláros tornán. 2015. augusztusban az amerikai Neellel az elődöntőig jut párosban a Winnipegben rendezett 25 000 dolláros tornán.

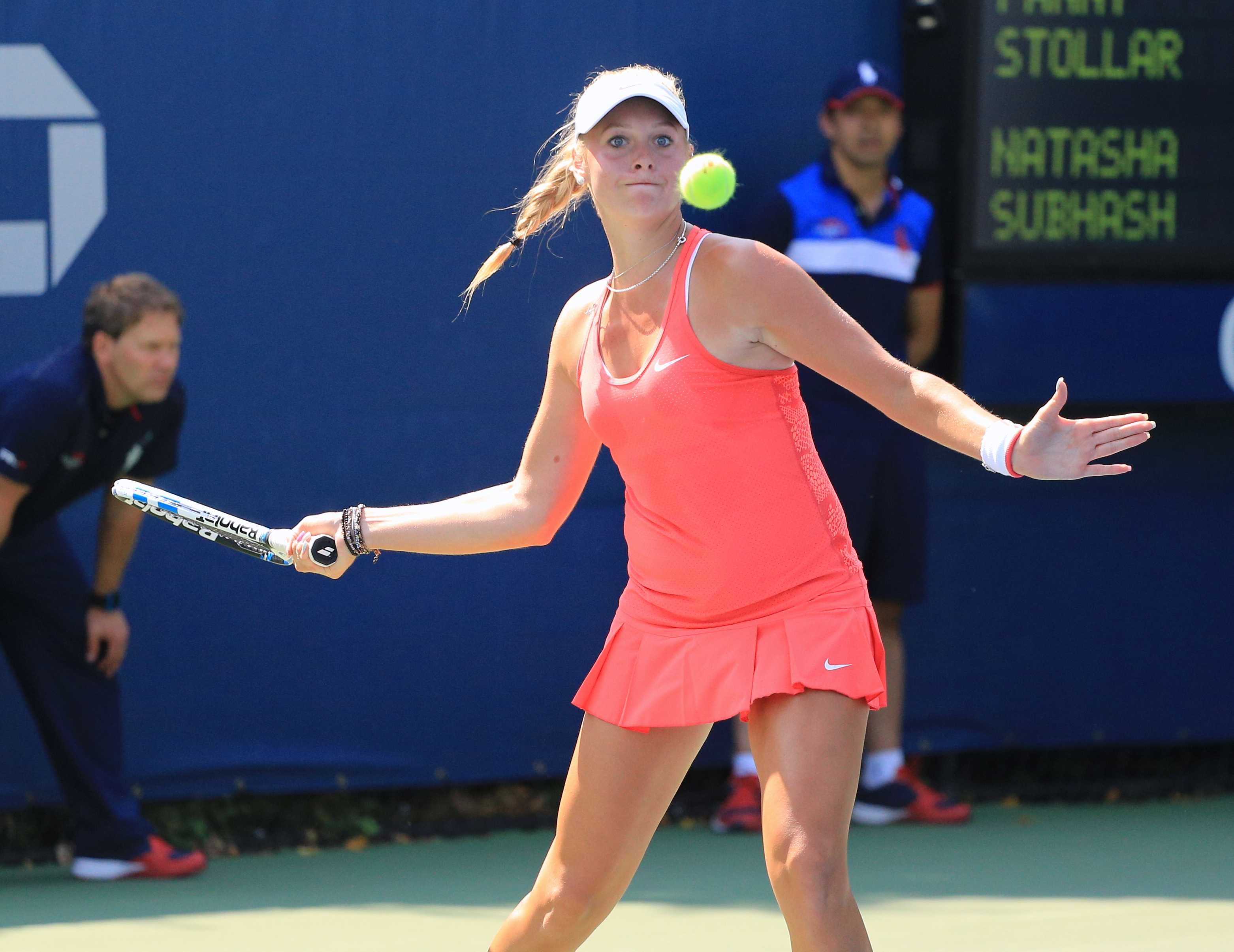
Stollár a 2015-ös junior US Openen

A 2015-ös Grand Slam versenyeken a junior lányok versenyében a Roland Garroson egyéniben a negyeddöntőbe jutott, Wimbledonban a 3. körben esett ki, a US Openen 11. kiemeltként indult, és az elődöntőig jutott, ahol régi riválisától, az amerikai Sofia Kenintől kapott ki. Így nem sikerült megvalósítani a magyar álomdöntőt a versenyt később megnyerő Gálfi Dalmával.

### Út a Grand Slam győzelemig
Gálfi Dalmával Grand Slam-tornán első alkalommal a 2015. évi Roland Garros junior párosok versenyén szerepelt, ahol az elődöntőig jutottak.
2015. júliusban Gálfi Dalmával párosban megnyerték a junior lányok versenyét a wimbledoni teniszbajnokságon. Ez az első alkalom a sportág történetében, amikor egy tisztán magyar páros szerezte meg a trófeát. (2005-ben Szávay Ágnes, 2010-ben Babos Tímea nyert ugyanitt, de mindketten külföldi partnerrel.)
A 2015-ös US Openen az elődöntőig jutott, ahol Sofia Kenintől szenvedett vereséget, így elmaradt a magyar álomdöntő a később Kenin ellen tornagyőzelmet szerző Gálfi Dalmával.

## 2016

### Lépések a WTA-versenyek felé
A US Opent követően ITF 50 000-es tornákon indult a mexikói Victoriában, valamint Tampicóban, majd a kanadai Saguenayben és Torontóban. Ez utóbbi helyen párosban Kristie Ahn partnereként a döntőbe jutott.
2016. februárban a mexikói cuernavacai 25 000 dolláros tornán párosban a bolgár Alekszandrina Najdenova partnereként megszerezte harmadik páros ITF tornagyőzelmét.
2016. márciusban a Pueblában rendezett 25 000 dolláros tornán egyéniben a kvalifikációból, valamint párosban Ingrid Neel partnereként egyaránt a negyeddöntőig jutott.

### Szereplései WTA- és ITF-tornákon
Első WTA-tornáján 2016. márciusban vett részt, amikor a Premier kategóriájú Miami Masters tornán szabad kártyával indulhatott a kvalifikációban. Első mérkőzését a korábban a világranglista 35. helyén is állt, Top100-as szlovén Polona Hercog ellen megnyerte (Stollár Fanny 6–3, 3–0-s vezetésénél a szlovén feladta), majd a főtáblára kerülésért a korábban a világranglista 40., az összecsapásuk idején 111. helyen álló francia Pauline Parmentier-vel került szembe, akitől nagy küzdelemben, 2 óra 12 perc játék után három játszmában (7–6(5), 2–6, 4–6 arányban) kapott ki. 2016. áprilisban egy amerikai versenyen bal csuklója eltört, ezért több hónapig kénytelen volt távol maradni a versenyektől.
Következő versenye a július 2–10 között Budapesten megrendezésre került Ladies Open 100 000 dolláros ITF verseny volt, amelyen szabadkártyával a főtáblán indulhatott, és élete addigi legjobb versenyeredményét elérve az elődöntőbe jutott, ahol a későbbi győztes bolgár Kostova ellen szenvedett vereséget. Egy héttel később az Olomoucban rendezett 50 000 dolláros ITF-versenyen a negyeddöntőig jutott, ahol a korábbi versenyeken már két Top10-es játékos ellen is győzelmet szerző, a versenyen negyedik kiemelt orosz Jekatyerina Alekszandrova ütötte el a továbbjutástól. 2016. augusztus 26-án a spanyol Georgina Garcia-Perez partnereként párosban megnyerte a Bükfürdőn rendezett 25 000 dolláros tornát. Ugyanezen a tornán egyéniben a negyeddöntőig jutott, ahol az első kiemelt Jani Réka Lucától szenvedett vereséget.
2016. szeptemberben a Las Vegasban rendezett 50 000 dolláros ITF-versenyen a kvalifikációból feljutva az elődöntőig jutott, ahol az első kiemelt Alison Van Uytvanck ellen 1–6, 3–3 állásnál sérülés miatt feladni kényszerült a játékot.

## 2017

### Első WTA-főtáblás győzelme
A 2017-es Hungarian Ladies Open tornán szabadkártyával indulhatott a főtáblán, ahol az első fordulóban 6–2, 7–6(4) arányban győzött a világranglista 69. helyén álló montenegrói Danka Kovinić ellen, ezzel megszerezte első egyéni WTA-főtáblás győzelmét, egyben első győzelmét egy Top100-as versenyző ellen. Ugyanezen a versenyen az első WTA-főtáblás győzelmét könyvelhette el párosban is, amikor Bukta Ágnessel párban 6–3, 6–4 arányban legyőzték a cseh Lenka Kunčíková és a fehérorosz Lidzija Marozava párost.
2017. márciusban az ausztráliai Morningtonban rendezett 25000 dollár összdíjazású tornán az ausztrál Priscilla Hon partnereként párosban aratott tornagyőzelmet.
2017. áprilisban először jutott fel kvalifikációból a főtáblára WTA tornán Charlestonban, a Premier kategóriás tornán, a Volvo Cars Openen, miután a selejtező első körében 6–1, 6–0-ra legyőzte a 2015-ben még a világranglista 43. helyen is álló, a verseny idején 189. brazil Teliana Pereirát, majd három szettben fordított és 2 óra 24 perc alatt 4–6, 6–2, 6–4-re verte a világranglista 129. helyén álló amerikai Grace Mint. Az ekkor a világranglista 282. helyén álló Stollár Fanny a főtáblán először a 133. helyezett amerikai Asia Muhammad ellen győzött 6–3, 7–5-re, majd a második körben élete eddigi legnagyobb sikerét aratva 7–6(7), 7–6(3) arányban legyőzte a verseny negyedik kiemeltje, a márciusban Indian Wellsben legjobbnak bizonyult, előző évi wimbledoni elődöntős, világranglista 14. helyén álló orosz Jelena Vesznyinát. A nyolcaddöntőben a néhány héttel későbbi Roland Garros-győztes lett Jeļena Ostapenko elleni mérkőzését sérülés miatt feladni kényszerült.

### Első GS-szereplések
A 2017-es Roland Garroson indulhatott élete első felnőtt Grand Slam-tornáján. A világranglista 204. helyén álló Fannynak a selejtező első körében a 187. helyen álló 20 éves horvát Jana Fett volt az ellenfele, akitől 7–6(5), 6–3 arányban vereséget szenvedett. A 2017-es wimbledoni teniszbajnokságon is a selejtező első körében búcsúzni kényszerült, miután 6–1, 6–3 arányban vereséget szenvedett a japán Omae Akikótól. A 2017-es US Openen már a selejtező második köréig jutott.

### WTA-elődöntők párosban
A Budapesten rendezett 100 000 dolláros ITF-tornán ezúttal párosban jutott az elődöntőbe, az egyéni versenyen viszont nem tudta megvédeni az előző évben szerzett pontjait.
A Québecben rendezett Tournoi de Québec International kategóriájú versenyen a világranglista 235. helyén állva a kvalifikációból feljutott a főtáblára, ott azonban vereséget szenvedett a verseny 4. kiemeltjétől, a világranglista 58. helyén álló, később az elődöntőig jutó Tatjana Mariától. Párosban élete első elődöntőjét játszotta WTA-tornán, ezzel az eredményével a páros világranglistán 67 helyet javítva először került a Top200-ba, a 197. helyre. Októberben a BGL Luxembourg Openen az amerikai Varvara Lepchenkóval párban ismét az elődöntőbe jutott, ahol szoros mérkőzésen a torna későbbi győztes párosától szenvedtek vereséget. Ezzel az eredményével párosban a világranglista 159. helyére ugrott.

## 2018

### Párosban első WTA-tornagyőzelem és a Top100-ban
Első felnőtt Australian Open tornáján nem sikerült a selejtező 1. körén túljutnia. A világranglista 116. helyén álló, a versenyen a selejtezőben 4. kiemelt svájci Viktorija Golubic ellen az első szettet 6–3 arányban nyerte, a másodikban 5–2-re vezetett és két meccslabdája is volt, amit ellenfele hárított, majd kiegyenlítette a játszmát. A rövidítésben Stollár Fanny 5–2-es hátrányból még visszajött, de a svájci 7–5-tel egyenlített. A harmadik játszma 6–1-gyel ért véget Golubic javára. Következő versenyén Newportban a 125 000 dolláros Challenger-versenyen párosban az elődöntőig jutott. Ezzel az eredményével a páros világranglistán a 149. helyre jött fel.
A 2018-as Hungarian Ladies Openen a spanyol Georgina García Pérezzel párosban élete első WTA-döntőjébe jutott, amelyet meg is nyert, miután 4–6, 6–4, [10–3]-ra legyőzték a Kirsten Flipkens–Johanna Larsson belga-svéd kettőst. Eredményével majdnem 50 helyet javított a világranglistán, és az első 100 közelébe került. Március 10-én Laura Robsonnal párban megnyerték a Jokohamában rendezett 25 000-es ITF tornát, ezzel a páros világranglistán a Top100-ba került. Egy héttel később Laura Robsonnal első kiemeltként indult a Tojotában rendezett 25 000-es ITF tornán, de Robson sérülése miatt a negyeddöntőben vissza kellett lépniük. Ezen a tornán egyéniben az elődöntőig jutott.
Charlestonban az előző évhez hasonlóan a selejtezőből indulva ismét Top25-ös játékos ellen nyert a második fordulóban. Ezúttal a magyar származású, korábban a világranglista 4. helyén is álló brit Konta Johanna ellen győzött 6–3, 6–4-re. A nyolcaddöntőben azonban kikapott a később a tornát is megnyerő holland Kiki Bertenstől.
Májusban a rabati International kategóriájú WTA-tornán budapesti tornagyőztes párjával, Georgina García Pérezzel ismét a döntőbe jutott, ezúttal azonban nem sikerült nyerniük, mert 6–4, 6–4 arányban kikaptak az Anna Blinkova–Raluca Olaru orosz–román kettőstől. Ezzel az eredményével 27 helyet lépett előre, és párosban a 83. helyre került a világranglistán. Ugyanebben a hónapban a 25 000 dolláros ITF-tornán Rómában párosban elődöntős volt, egyéniben a döntőben maradt alul.

### Egyéniben a Top150-ben
Májusban a nürnbergi International kategóriájú tornán a kvalifikációból feljutva az első körben 6–2, 6–2 arányban legyőzte a Top30-as, 4. kiemelt, a világranglista 27. helyén álló Csang Suajt, ezzel 31 helyet javítva a Top200-ba került. A második fordulóban a korábban világranglista 38. helyén is álló brit Heather Watson ellen 6–3, 6–3 arányban győzött, ezzel élete első egyéni WTA negyeddöntőjébe került. Eredményével a világranglistán 38 helyet javítva a 165. helyre ért. Az elődöntőbe jutás azonban nem sikerült, miután fordulatos és szoros mérkőzésen 5–7, 4–6 arányban alulmaradt a cseh Kateřina Siniaková ellenében.
A füves szezon első versenyén a 100 000 dolláros surbitoni tornán egyéniben ugyan csak a 2. körig jutott, de ezzel is tovább javított világranglista helyezésén, és a 161. helyre került. Párosban az elődöntőig jutott, és ezzel a páros világranglistán a 81. helyre lépett. A Ricoh Openen a kvalifikációból felkerült a főtáblára, majd az 1. fordulóban egy hónapon belül másodszor is legyőzte a Top30-as kínai Csang Suajt, a verseny 5. kiemeltjét. A második fordulóban azonban vereséget szenvedett a világranglista 63. helyén álló Alison Riskétől. Eredményével így is újabb 15 helyet javított a világranglistán és a 146. helyre került.

### Első Grand Slam-főtáblás győzelem párosban
2018-ban Wimbledonban egyéniben a selejtező 1. körében kiesett, párosban Georgina García Pérezzel indult, és a selejtező 2. körében kikaptak, de visszalépés következtében szerencsés vesztesként feljutottak a főtáblára. Az 1. körben 6–1, 6–2-re legyőzték a Mandy Minella–Anastasija Sevastova luxemburgi–lett kettőst, ezzel párosban első felnőtt Grand Slam-főtáblás győzelmüket aratták. A 2. körben 6–2, 6–4 arányú vereséget szenvedtek a 12. kiemelt, később a döntőig jutó Nicole Melichar–Květa Peschke amerikai–cseh párostól, eredményével azonban újabb helyeket javított a páros világranglistán és a 79. helyre került.

### A keménypályás szezon

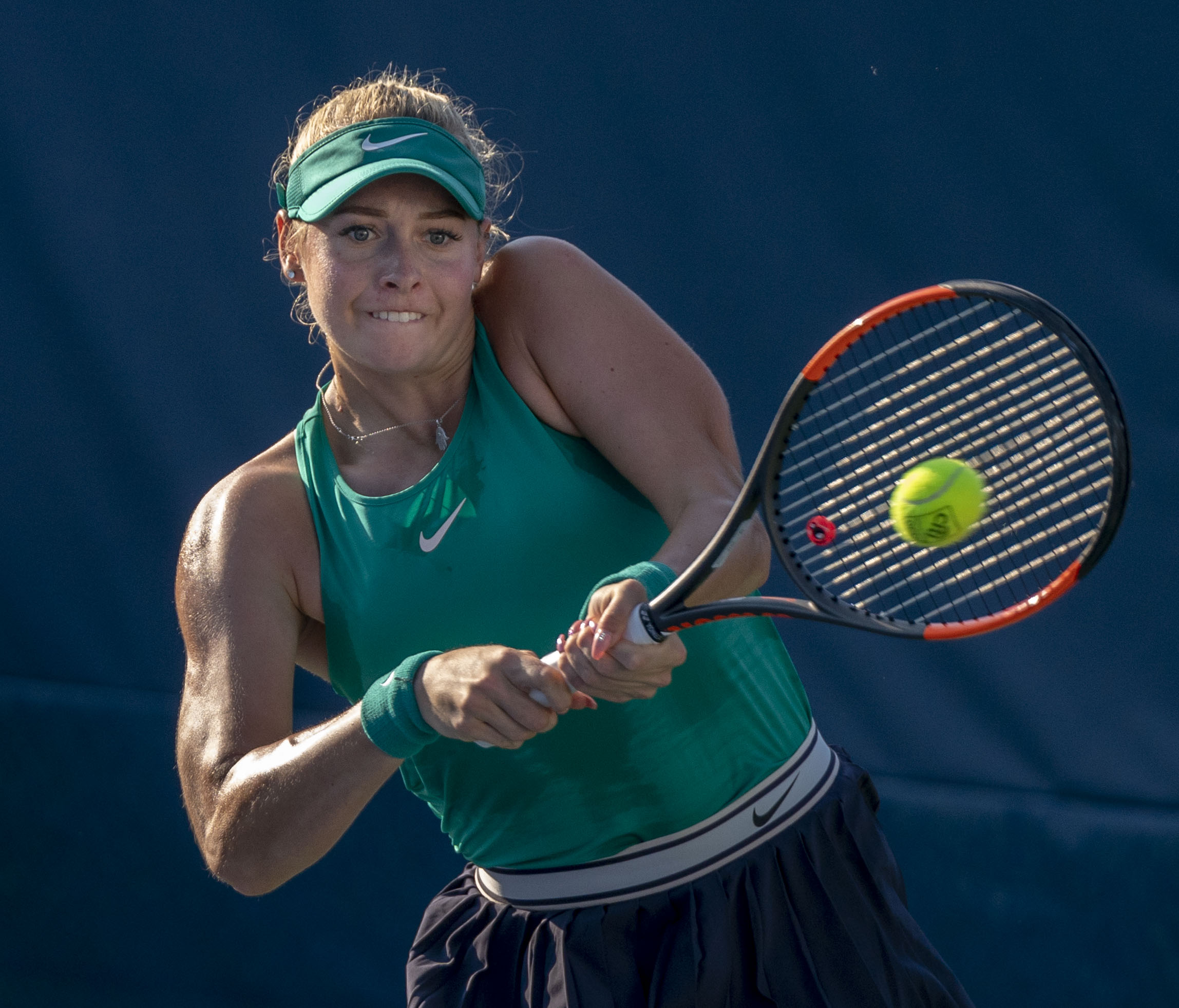
Stollár a washingtoni Citi Openen

A Citi Openen Washingtonban egyéniben a nyolcaddöntőig jutott, ahol nagy küzdelemben, döntő szett 15–13-ra kapott ki a később a döntőbe jutó Donna Vekićtől. Ezzel az eredményével tovább lépett előre a világranglistán, és a 145. helyre került. Párosban a belga Ysaline Bonaventure párjaként az első kiemelt tajvani–kínai párost legyőzve az elődöntőbe jutott, ott azonban vereséget szenvedtek a későbbi győztes Han Hszin-jün–Darija Jurak párostól. Ezzel az eredménnyel a páros világranglistán jelentőset lépett előre, és a 71. helyre ugrott.
A US Openen egyéniben a kvalifikáció első körében a cseh Barbora Krejčíková ellen meccslabdát hárítva győzött 3–6, 7–6(3), 6–3-ra, a második körben azonban 5–7, 2–6 arányban kikapott az egykor világranglista 2. helyén is álló orosz Vera Zvonarjovától. Párosban a szerb Nina Stojanovićcsal párban a 2. körig jutottak. Ezzel újabb helyeket lépett előre a páros világranglistán.
2018. szeptemberben a selejtezőből indulva feljutott a Tashkent Open főtáblájára, ahol többek között legyőzte a korábbi világranglista 2. helyezett Vera Zvonarjovát, a negyeddöntőben azonban három szettben vereséget szenvedett a későbbi győztes, korábban a világranglistán 41. helyen is állt orosz Margarita Gaszparjantól. Eredményével 27 helyet lépett előre, és több, mint 10 helyet javított legjobb világranglista helyezésén is, ezzel a 131. helyre került.
A Hong Kong Open International kategóriájú tenisztornán a selejtezőből feljutott a főtáblára, ott azonban az első fordulóban 6–4, 6–4 arányú vereséget szenvedett az ukrán Dajana Jasztremszkától. Eredményével azonban további helyezéseket javított a világranglistán. Párosban sem sikerült az 1. fordulón túljutnia: az ausztrál Priscilla Honnal párban szintén 6–4, 6–4 arányban kaptak ki a Samantha Stosur–Csang Suaj ausztrál-kínai kettőstől. Ezen a tornán egyéniben és párosban is a későbbi tornagyőztestől szenvedett vereséget. A Moszkvában rendezett Kreml Kupa tornán a selejtező 1. fordulójában szenvedett vereséget a később egészen a döntőig jutó tunéziai Unsz Dzsábir-tól. A szezon utolsónak számító versenyén a Tylerben rendezett 80 000 dolláros versenyen párosban az elődöntőig jutott. Ezzel 2018-ban a világranglistán a 20 éven aluliak között párosban az 1. helyen végzett, míg egyéniben a 8. helyen zárt.
A Las Vegasban rendezett 80 000 dolláros versenyen a negyeddöntőig jutott, ezzel újabb hét helyet javított a világranglistán, és a 120. helyre került. A Houstonban rendezett WTA 125K-tornán a negyeddöntőig jutott, ezzel újabb helyekkel javította világranglistás helyezését.

## 2019

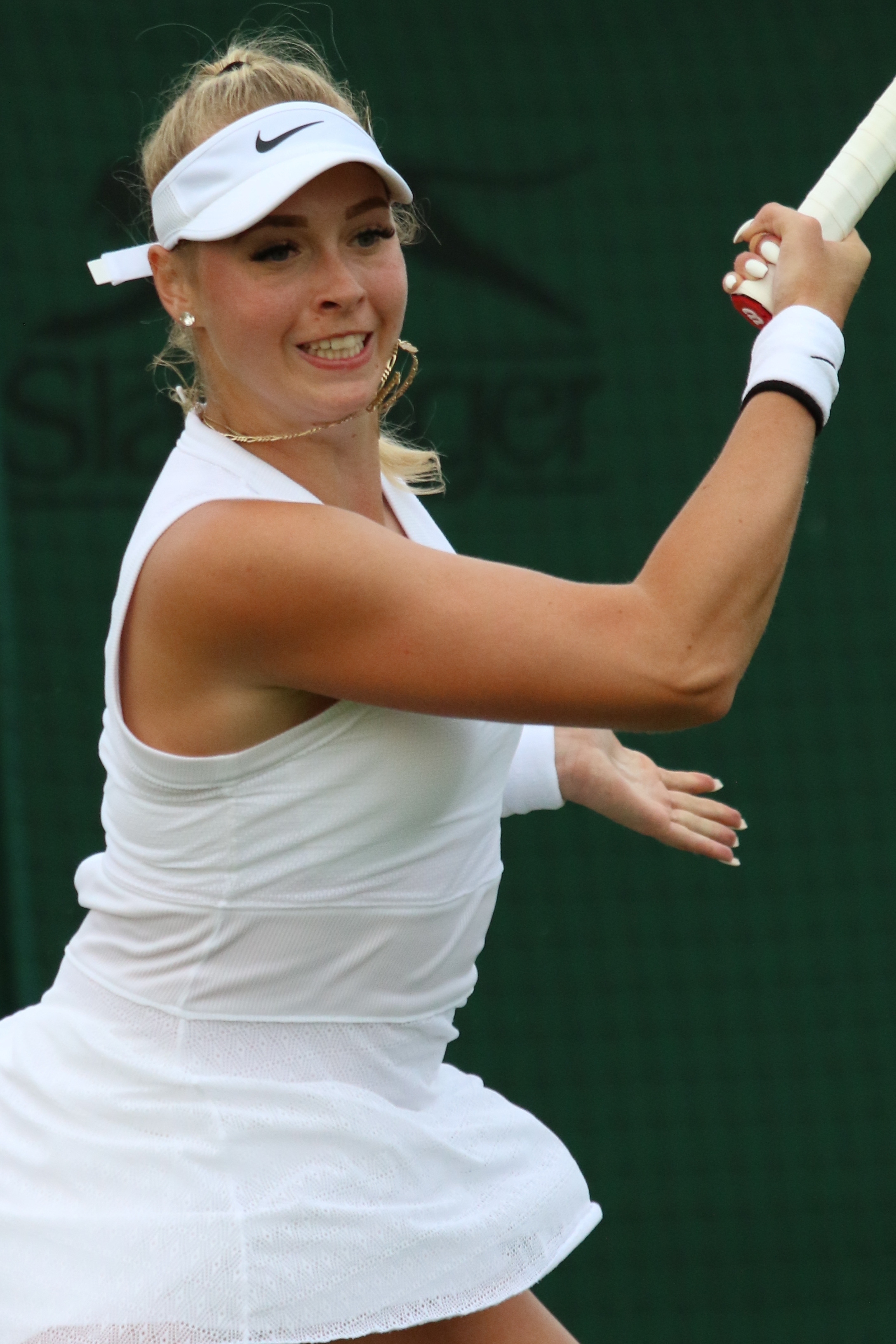
Stollár a 2019-es wimbledoni selejtezőben

Nem indult jól a szezon, mert egy sérülés miatt le kellett mondania a részvételt a Brisbane-ben rendezett WTA-versenyen. Így felvezető torna nélkül indult az Australian Open selejtezőjében, ahol megjavítva eddigi legjobbját a 2. körig jutott.
A budapesti Hungarian Ladies Openen címvédőként a döntőbe jutott a párosok versenyében Heather Watson oldalán, de ott 6–4, 4–6, [10–7] arányban vereséget szenvedtek a Jekatyerina Alekszandrova – Vera Zvonarjova orosz kettőstől.
Március elején az Indian Wellsben rendezett WTA-tornán a selejtezőben kikapott a korábban a világranglista 24. helyén is álló amerikai Christina McHale-tól, aki a főtáblára felkerülve María Szákari és Anasztaszija Pavljucsenkova ellen is győzni tudott, végül a 3. körben Venus Williams állította csak meg. A Guadalajarában rendezett WTA 125K kategóriájú tornán párosban az amerikai Maria Sanchezzel megszerezte a tornagyőzelmet.
Wimbledonban egyéniben a selejtező második körében esett ki, párosban Unsz Dzsábirral az első körben a később döntőt játszó kanadai–kínai párostól szenvedtek vereséget.
Palermóban a selejtezőből szerencsés vesztesként jutott fel a főtáblára, ahol az első körben a korábbi világranglista 5. helyezett Sara Errani ellen olyan mérkőzésen győzött, ahol egyik labdamenetét, annak befejezését a WTA a "Nap ütése" címmel illette. Washingtonban a Citi Openen nem sikerült számára a főtáblára jutás, mert a selejtező második körében kikapott a később a főtáblán az elődöntőig jutó orosz Anna Kalinszkajától. Párosban azonban amerikai partnerével Maria Sanchezzel a döntőig jutott, ott azonban vereséget szenvedtek az amerikai Cori Gauff–Caty McNally párostól.
A US Openen egyéniben nem jutott túl a selejtező első körén, párosban azonban a tunéziai Unsz Dzsábirral a főtábla második köréig jutott, ahol a későbbi elődöntős Caroline Dolhide–Vania King párostól szenvedtek vereséget. A New Havenben rendezett 125K kategóriájú tornán párosban Naomi Broadyval az elődöntőig jutott. október végén a székesfehérvári 100 000 dolláros tornán Georgina García Pérezzel páros tornagyőzelmet szerzett. November elején a Las Vegasban rendezett 60 000 dolláros tornán Eugenie Bouchard párjaként az elődöntőig jutott.
A 2019-es év egyéniben a visszaesés éve volt, az évet a 323. helyen zárta. Párosban sikerült megtartania a helyét a Top100-ban, a 91. helyen fejezte be az évet.

## 2020
Világranglista helyezése alapján ebben az évben csak párosban indulhatott az Australian Openen, ahol Dajana Jasztremszka párjaként az első körben estek ki. Egy 60 000 dolláros tornán Burnie-ben egyéniben a 2. körig, párosban a negyeddöntőig jutott, majd egy 25 000 dolláros tornán Launcestonban egyéniben a negyeddöntőig jutott.
Márciusban az angol Samantha Murray Sharannal párosban győzelmet aratott a dél-afrikai Potchefstroomban rendezett 25 000 dolláros tornán. A koronavírus-járvány miatti féléves versenyszünet után szeptemberben Bondár Anna párjaként győzött a Gradóban rendezett 25 000 dolláros tornán.

## 2021
Csuklósérülése és a koronavírus-járvány miatti hosszabb kényszerszünet után Shane Tusuppal készült az idényre. Márciusban mint címvédők, amerikai párjával Maria Sanchezzel meghívást kapott a Guadalajarában megrendezésre kerülő WTA250-es torna páros versenyére, amelyen ezúttal az elődöntőig jutottak, és a későbbi győztes ausztrál párostól döntő szett rövidítésben kaptak ki.
Júniusban a Charlestonban rendezett 60 000 dolláros versenyen egyéniben a negyeddöntőig jutott, ahol az első szettben feladta a mérkőzését, párosban azonban tovább versenyzett a tornán, és indonéz partnerével együtt a döntőben egy amerikai párost verve meg is nyerte azt. Júliusban a Budapesten rendezett WTA 250 kategóriájú tornán a román Mihaela Buzărnescuval párban megszerezte a tornagyőzelmet. Egy héttel később a Kijevben rendezett 25 000 dolláros tornán egyéniben a döntőig jutott, ahol az első kiemelt francia Chloe Paquet-tól szenvedett vereséget. Augusztusban a spanyol Ourensében rendezett 25 000 dolláros tornán ismét a döntőig jutott egyéniben, de a győzelmet nem sikerült megszereznie.
2021 októberében csuklóműtéten esett át, így a szezon további részén már nem indult versenyen.

## 2022
Többhónapos kihagyás után lassan lendült formába. Májusban a Nottinghamben rendezett 25 000 dolláros versenyen egyéniben és párosban is az elődöntőig jutott. Egyéni elődöntőjét sérülés miatt kellett feladnia. Június végén az izraeli Raananában rendezett 25 000 dolláros tornán párosban a döntőig jutott. Egy héttel később a spanyolországi Palma del Ríói 25 000 dolláros tornán párosban tornagyőzelmet szerzett. Júliusban a Budapesten rendezett WTA250-tornán Babos Tímea párjaként, majd augusztus elején a belga Lara Saldennel párban az Eupenben rendezett 25 000-es tornán elődöntős volt. Az év utolsó negyedében sérüléssel bajlódott, és augusztust követően csak a budapesti WTA125K tornán fogadta el a szabadkártyát, de az 1. körben kiesett. Az évet egyéniben a 462., párosban a 291. helyen zárta.

## 2023
Az év első tornáján a Loughborough-ban rendezett 25 000 dolláros versenyen egyéniben az elődöntőig jutott. Február elején az amerikai Rome-ban párosban győzött egy 60 000 dolláros tornán. A hónap végén a Santo Domingóban rendezett 25 000 dolláros tornán egyéniben a negyeddöntőig, párosban az elődöntőig jutott. Március elején a Torontóban rendezett 25 000 dolláros ITF-tornán párosban tornagyőzelmet szerzett, majd áprilisban Boca Ratonban és Charlottesville-ben egy 60 000-es tornán párosban döntőt játszott. Májusban az Orlandóban rendezett 25 000 dolláros ITF-tornán megszerezte a tornagyőzelmet.
A Budapesten rendezett Budapest Grand Prix WTA250-es tornán párosban immár harmadszor végzett az első helyen, ezúttal a lengyel Katarzyna Piterrel párban. Egyéniben szabad kártyával indulhatott a főtáblán, és életében másodszor jutott WTA-torna negyeddöntőjébe. Mindkét eredményével több, mint 100 helyet javított a WTA-világranglistán. Augusztus elején a Cordenonsban rendezett 60 000 dolláros tornán egyéniben az elődöntőig jutott. Ezzel újabb 30 helyet javított a világranglistán. Szeptemberben a Bukarestben rendezett WTA125-tornán párosban az elődöntőig jutott. Októberben döntőbe jutott a kanadai 60 000 dolláros ITF-tornán.

## 2024
2024 januárjában az indiai Púnében rendezett 60 000 dolláros ITF-tornán párosban döntőt játszott. Februárban a Mumbai WTA125 tornán párosban az elődöntőig jutott. Párosban döntőt játszott a Nagyszombatban rendezett 50 000 dolláros ITF-tornán, majd két héttel később ugyancsak párosban a csehországi Říčanyban rendezett 75 000 dolláros tornán jutott el a döntőig.
2024. májusban párosban győzött a 100 000 dolláros tornán a floridai Bonita Springsben, majd júniusban a valenciában rendezett WTA125 tornán. Júliusban megvédte páros bajnoki címét Katarzyna Piterrel a Hungarian Grand Prix WTA250-es tornán. Augusztus elején Katarzyna Piterrel párban megnyerték a Maspalomasban rendezett 100 000 dolláros tornát, majd szeptember elején Guadalajarában győztek egy WTA125-ös tornán. Októberben szintén Katarzyna Piterrel párban jutott döntőig a Kantonban rendezett WTA250-es tornán, majd egy héttel később ugyancsak döntőt játszottak a kínai Csiucsiangban rendezett WTA250-es tornán.

## 2025: WTA1000-es negyeddöntők és tornagyőzelmek párosban
Az év első versenyén, Aucklandben az ASB Classic WTA250-es tornán a japán Ninomija Makoto párjaként párosban az elődöntőig jutott. Egy héttel később a Hobartban rendezett WTA250-es tornán Monica Niculescu párjaként döntőt játszott. Az Australian Openen  az új-zélandi Lulu Sunnal párban játszott, és az első fordulóban az 1. kiemelt, későbbi győztes Kateřina Siniaková–Taylor Townsend párostól szenvedtek vereséget.  A Linzben rendezett WTA500-as tornán párosba Katarzyna Piterrel a negyeddöntőig jutott, ahol a később döntőt játszó ukrán Ljudmila Kicsenok–Nagyija Kicsenok páros ütötte el őket a továbbjutástól.
Februárban a Dohában rendezett Qatar Total Open WTA1000-es tornán párosban az eddigi legjobb eredményét érte el az orosz Alekszandra Panovával párban, ahol az első fordulóban az összesen 11 Grand Slam páros trófeával rendelkező Kristina Mladenovic–Csang Suaj párost győzték le, majd a második fordulóban a 8. kiemelt, páros specialista Asia Muhammad–Demi Schuurs páros ellen is nyerni tudtak, és a negyeddöntőben a 3. kiemelt, olimpiai bajnok, a tornát később megnyerő olasz Sara Errani–Jasmine Paolini páros tudta csak megállítani őket. Ezzel a páros világranglistán Stollár Fanny az addigi legjobb helyezését megjavítva az 56. helyre jött fel. Egy héttel később a Dubajban rendezett WTA1000-es tornán orosz partnerével szintén a negyeddöntőig jutottak, ahol a Mladenovic-Csang páros visszavágott a Dohában elszenvedett vereségért. Stollár Fanny ezzel az eredményével újabb 1 helyet javított a páros világranglistán. A WTA1000-es tornák sorában március elején rendezett Indian Wells Openen a 2. körben indonéz partnerével a döntőig jutó párossal szemben maradtak alul, de így is a karriercsúcsot jelentő 52. helyre került a páros világranglistán. Május 5-én került az 50. helyre.
Májusban párosban Irina Hromacsovával megnyerte a Párizsban rendezett WTA125 tornát, majd júniusban a Rosmalenben rendezett WTA250-es tornát. Egy héttel később a WTA250-es kategóriájú Nottingham Openen az elődöntőig jutottak.

## WTA döntői

### Páros

#### Győzelmei (5)
| Összesítés            |                              |
| Grand Slam-torna (0)  |                              |
| Premier Mandatory (0) | WTA 1000 (kötelező)* (0)     |
| Premier Five (0)      | WTA 1000 (nem kötelező)* (0) |
| Premier (0)           | WTA 500* (0)                 |
| International (1)     | WTA 250* (4)                 |

*2021-től megváltozott a tornák kategóriáinak elnevezése.
|    | Dátum             | Torna                           | Borítás    | Partner               | Ellenfelek a döntőben                         | Eredmény a döntőben | Eredmény a döntőben |
| 1. | 2018. február 25. | Hungarian Ladies Open, Budapest | Kemény (f) | Georgina García Pérez | Kirsten Flipkens Johanna Larsson              | 4–6, 6–4, [10–3]    |                     |
| 2. | 2021. július 17.  | Hungarian Grand Prix, Budapest  | Salak      | Mihaela Buzărnescu    | Aliona Bolsova Tamara Korpatsch               | 6–4, 6–4            |                     |
| 3. | 2023. július 23.  | Hungarian Ladies Open, Budapest | Salak      | Katarzyna Piter       | Jessie Aney Anna Sisková                      | 6–2, 4–6, [10–4]    |                     |
| 4. | 2024. július 20.  | Hungarian Grand Prix, Budapest  | Salak      | Katarzyna Piter       | Anna Danilina Irina Hromacsova                | 6–3, 3–6, [10–3]    |                     |
| 5. | 2025. június 14.  | Libema Open, Rosmalen           | Fű         | Irina Hromacsova      | Nicole Melichar-Martinez Ljudmila Szamszonova | 7–5, 6–3            |                     |

#### Elveszített döntői (6)
|    | Dátum              | Torna                                              | Borítás    | Partner               | Ellenfelek a döntőben                     | Eredmény a döntőben | Eredmény a döntőben |
| 1. | 2018. május 4.     | Grand Prix de SAR La Princesse Lalla Meryem, Rabat | Salak      | Georgina García Pérez | Anna Blinkova Raluca Olaru                | 4–6, 4–6            |                     |
| 2. | 2019. február 24.  | Hungarian Ladies Open, Budapest                    | Kemény (f) | Heather Watson        | Jekatyerina Alekszandrova Vera Zvonarjova | 4–6, 6–4, [7–10]    |                     |
| 3. | 2019. augusztus 4. | Citi Open, Washington                              | Kemény     | Maria Sanchez         | Cori Gauff Catherine McNally              | 2–6, 2–6            |                     |
| 4. | 2024. október 27.  | Guangzhou Open, Kanton                             | Kemény     | Katarzyna Piter       | Kateřina Siniaková Csang Suaj             | 4–6, 1–6            |                     |
| 5. | 2024. november 3.  | Jiangxi Open, Csiucsiang                           | Kemény     | Katarzyna Piter       | Kuo Han-jü Ucsijima Mojuka                | 6–7(5), 7–5         |                     |
| 6. | 2025. január 11.   | Hobart International, Hobart, Ausztrália           | Kemény     | Monica Niculescu      | Csiang Hszin-jü Wu Fang-hsien             | 1–6, 6–7(6)         |                     |

## WTA 125K döntői

### Páros

#### Győzelmei (4)
|    | Dátum               | Torna                                    | Borítás | Partner          | Ellenfelek a döntőben                 | Eredmény a döntőben | Eredmény a döntőben |
| 1. | 2019. március 16.   | Abierto Zapopan, Guadalajara             | Kemény  | Maria Sanchez    | Cornelia Lister Renata Voráčová       | 7–5, 6–1            |                     |
| 2. | 2024. június 16.    | Open Internacional de Valencia, Valencia | Salak   | Katarzyna Piter  | Angelica Moratelli Renata Zarazúa     | 6–1, 4–6, [10–8]    |                     |
| 3. | 2024. szeptember 6. | Guadalajara 125 Open, Guadalajara        | Kemény  | Katarzyna Piter  | Angelica Moratelli Sabrina Santamaria | 6–4, 7–5            |                     |
| 4. | 2025. május 17.     | Clarins Open, Párizs                     | Salak   | Irina Hromacsova | Tereza Mihalíková Olivia Nicholls     | 4–6, 7–6(5), [10–5] |                     |

## ITF döntői (17–12)

### Egyéni (2–5)
| Díjazás                |
| ---------------------- |
| $100,000 verseny       |
| $75,000/80,000 verseny |
| $50,000/60,000 verseny |
| $25,000 verseny        |
| $15,000 verseny        |
| $10,000 verseny        |

| Döntők borítás szerint |
| ---------------------- |
| Kemény (0–2)           |
| Salak (2–3)            |
| Fű (0–0)               |
| Szőnyeg (0–0)          |

| Eredmény | Ssz. | Dátum               | Verseny                            | Borítás    | Ellenfél            | Eredmény         |
| -------- | ---- | ------------------- | ---------------------------------- | ---------- | ------------------- | ---------------- |
| Döntős   | 1.   | 2015. március 16.   | Orlando, Amerikai Egyesült Államok | Salak      | Claire Liu          | 1–6, 3–6         |
| Győztes  | 1.   | 2015. május 25.     | Galați, Románia                    | Salak      | Georgia Crăciun     | 2–6, 6–4, 7–5    |
| Döntős   | 2.   | 2018. május 12.     | Róma, Olaszország                  | Salak      | Martina Di Giuseppe | 5–7, 6–7(4)      |
| Döntős   | 3.   | 2021. július 25.    | Kijev, Ukrajna                     | Salak      | Chloe Paquet        | 6–7(3), 6–3, 4–6 |
| Döntős   | 4.   | 2021. augusztus 22. | Ourense, Spanyolország             | Kemény     | Jaimee Fourlis      | 6–7(3), 3–6      |
| Győztes  | 2.   | 2023. május 14.     | Orlando, Amerikai Egyesült Államok | Salak      | Dalayna Hewitt      | 7–6(4), 6–2      |
| Döntős   | 5.   | 2023. október 22.   | Saguenay, Kanada                   | Kemény (f) | Katherine Sebov     | 4–6, 4–6         |

### Páros (15–7)
| Díjazás                |
| ---------------------- |
| $100,000 verseny       |
| $75,000/80,000 verseny |
| $50,000/60,000 verseny |
| $25,000 verseny        |
| $15,000 verseny        |
| $10,000 verseny        |

| Döntők borítás szerint |
| ---------------------- |
| Kemény (6–5)           |
| Salak (9–2)            |
| Fű (0–0)               |
| Szőnyeg (0–0)          |

| Eredmény | Ssz. | Dátum                | Verseny                                   | Borítás    | Partner                 | Ellenfél                                   | Eredmény            |
| -------- | ---- | -------------------- | ----------------------------------------- | ---------- | ----------------------- | ------------------------------------------ | ------------------- |
| Győztes  | 1.   | 2015. március 9.     | Gainesville, Amerikai Egyesült Államok    | Salak      | Ingrid Neel             | Sofia Kenin Marie Norris                   | 6–3, 6–3            |
| Győztes  | 2.   | 2015. március 16.    | Orlando, Amerikai Egyesült Államok        | Salak      | Ingrid Neel             | Kateřina Kramperová Katerina Stewart       | 6–3, 7–6(4)         |
| Döntős   | 1.   | 2015. október 30.    | Toronto, Kanada                           | Kemény (f) | Kristie Ahn             | Sharon Fichman Maria Sanchez               | 2–6, 7–6(6), [6–10] |
| Győztes  | 3.   | 2016. február 19.    | Cuernavaca, Mexikó                        | Kemény     | Alekszandrina Najdenova | Jelizaveta Jancsuk Kateřina Kramperová     | 6–3, 6–2            |
| Győztes  | 4.   | 2016. augusztus 26.  | Bükfürdő, Magyarország                    | Kemény     | Georgina Garcia-Perez   | Gálfi Dalma Jani Réka Luca                 | 6–3, 7–6(4)         |
| Győztes  | 5.   | 2017. március 25.    | Mornington, Ausztrália                    | Salak      | Priscilla Hon           | Jessica Moore Varatchaya Wongteanchai      | 6–1, 7–5            |
| Győztes  | 6.   | 2018. március 10.    | Jokohama, Japán                           | Kemény     | Laura Robson            | Momoko Kobori Chihiro Muramatsu            | 5–7, 6–2, [10–4]    |
| Győztes  | 7.   | 2019. október 26.    | Székesfehérvár, Magyarország              | Salak      | Georgina García Pérez   | Nina Potočnik Nika Radišič                 | 6–1, 7–6(4)         |
| Győztes  | 8.   | 2020. március 7.     | Potchefstroom, Dél-Afrikai Köztársaság    | Kemény     | Samantha Murray Sharan  | Berfu Cengiz Paige Hourigan                | 6–1, 6–1            |
| Győztes  | 9.   | 2020. szeptember 18. | Grado, Olaszország                        | Salak      | Bondár Anna             | Federica Di Sarra Camilla Rosatello        | 7–5, 6–2            |
| Győztes  | 10.  | 2021. június 26.     | Charleston, Egyesült Államok              | Salak      | Aldila Sutjiadi         | Rasheeda McAdoo Peyton Stearns             | 6–0, 6–4            |
| Döntős   | 2.   | 2022. június 25.     | Ra'anana, Izrael                          | Kemény     | Elena-Teodora Cadar     | Szofja Lanszere Marija Tyimofejeva         | 3–6, 6–7(5)         |
| Győztes  | 11.  | 2022. július 5.      | Palma del Río, Spanyolország              | Kemény     | Valerija Szavinih       | Celia Cerviño Ruiz Justina Mikulskytė      | 7–6(3), 6–2         |
| Győztes  | 12.  | 2023. február 5.     | Rome, Amerikai Egyesült Államok           | Kemény (f) | Lulu Sun                | Mana Ayukawa Gabriela Knutson              | 6–3, 6–0            |
| Győztes  | 13.  | 2023. március 4.     | Toronto, Kanada                           | Kemény (f) | Ulrikke Eikeri          | Maya Joint Mia Yamakita                    | 7–6(6), 6–0         |
| Döntős   | 3.   | 2023. április 16.    | Boca Raton, Egyesült Államok              | Salak      | Sofia Sewing            | Makenna Jones Jamie Loeb                   | 7–5, 3–6, [8–10]    |
| Döntős   | 4.   | 2023. április 30.    | Charlottesville, Egyesült Államok         | Salak      | Hibino Nao              | Sophie Chang Jüan Jüe                      | 3–6, 3–6            |
| Döntős   | 5.   | 2024. január 21.     | Púne, India                               | Kemény     | Naiktha Bains           | Alex Eala Darja Semeņistaja                | 3–6, 3–6            |
| Döntős   | 6.   | 2024. március 2.     | Nagyszombat, Szlovákia                    | Kemény (f) | Weronika Falkowska      | Lulu Sun Ucsijima Mujuka                   | 4–6, 6–7(3)         |
| Döntős   | 7.   | 2024. március 17.    | Říčany, Csehország                        | Kemény (f) | Lulu Sun                | Gabriela Knutson Tereza Valentová          | 4–6, 6–3, [4–10]    |
| Győztes  | 14.  | 2024. május 5.       | Bonita Springs, Amerikai Egyesült Államok | Salak      | Lulu Sun                | Valendíni Gramatikopúlu Valerija Sztrahova | 6–4, 7–5            |
| Győztes  | 15.  | 2024. augusztus 3.   | Maspalomas, Spanyolország                 | Salak      | Katarzyna Piter         | Angelica Moratelli Sabrina Santamaria      | 6–4, 6–2            |

## Junior Grand Slam döntők

### Lány páros
| Eredmény | Év   | Bajnokság | Borítás | Partner     | Ellenfelek                   | Eredmény |
| -------- | ---- | --------- | ------- | ----------- | ---------------------------- | -------- |
| Győztes  | 2015 | Wimbledon | Fű      | Gálfi Dalma | Vera Lapko Tereza Mihalíková | 6–3, 6–2 |

## Eredményei Grand Slam-tornákon

### Egyéniben
| Grand Slam | Australian Open | Australian Open | Roland Garros  | Roland Garros   | Wimbledon      | Wimbledon       | US Open        | US Open         |
| Év         | Eredmény        | Utolsó ellenfél | Eredmény       | Utolsó ellenfél | Eredmény       | Utolsó ellenfél | Eredmény       | Utolsó ellenfél |
| 2017       | –               | –               | Selejtező (Q1) | Selejtező (Q1)  | Selejtező (Q1) | Selejtező (Q1)  | Selejtező (Q2) | Selejtező (Q2)  |
| 2018       | Selejtező (Q1)  | Selejtező (Q1)  | –              | –               | Selejtező (Q1) | Selejtező (Q1)  | Selejtező (Q2) | Selejtező (Q2)  |
| 2019       | Selejtező (Q2)  | Selejtező (Q2)  | Selejtező (Q1) | Selejtező (Q1)  | Selejtező (Q2) | Selejtező (Q2)  | Selejtező (Q1) | Selejtező (Q1)  |

### Párosban
| Grand Slam | Australian Open       | Australian Open                    | Roland Garros           | Roland Garros                 | Wimbledon               | Wimbledon                         | US Open                | US Open                       |
| Év         | Eredmény Partner      | Utolsó ellenfél                    | Eredmény Partner        | Utolsó ellenfél               | Eredmény Partner        | Utolsó ellenfél                   | Eredmény Partner       | Utolsó ellenfél               |
| 2017       | –                     | –                                  | –                       | –                             | –                       | –                                 | –                      | –                             |
| 2018       | –                     | –                                  | –                       | –                             | 2. kör G García Pérez   | Nicole Mlichar Květa Peschke      | 2. kör Nina Stojanović | Hszie Su-vej Arina Szabalenka |
| 2019       | –                     | –                                  | –                       | –                             | 1. kör Unsz Dzsábir     | Gabriela Dabrowski Hszü Ji-fan    | 2. kör Unsz Dzsábir    | Caroline Dolehide Vania King  |
| 2020       | 1. kör D Jasztremszka | Květa Peschke Demi Schuurs         | 1. kör Irina Bara       | Doi Miszaki Monica Niculescu  | elmaradt                | elmaradt                          | –                      | –                             |
| 2021–2024  | –                     | –                                  | –                       | –                             | –                       | –                                 | –                      | –                             |
| 2025       | 1. kör Lulu Sun       | Kateřina Siniaková Taylor Townsend | 1. kör Irina Hromacsova | Vang Hszin-jü Cseng Szaj-szaj | 3. kör Irina Hromacsova | Gabriela Dabrowski Erin Routliffe |                        |                               |

## Év végi világranglista-helyezései
| Év     | 2014 | 2015 | 2016 | 2017 | 2018 | 2019 | 2020 | 2021 | 2022 | 2023 | 2024 |
| Egyéni | –    | 523. | 287. | 241. | 127. | 323. | 359. | 376. | 462. | 263. | 489. |
| Páros  | 756. | 412. | 320. | 169. | 82.  | 91.  | 95.  | 122. | 291. | 148. | 72.  |

## Díjai, elismerései
- 2014: Körmöczy-vándordíj[54]
- 2015: A legjobb női kiscsapatnak járó díj a 11. Héraklész-gálán (a legjobb fiatal magyar sportolók díja)[190]